# Potosi, Texas
Potosi là một nơi ấn định cho điều tra dân số (CDP) thuộc quận Taylor, tiểu bang Texas, Hoa Kỳ. Năm 2010, dân số của nơi này là 2991 người.

## Dân số
- Dân số năm 2000: 1664 người.
- Dân số năm 2010: 2991 người.